# Diamara Planell
Planell  Cruz est un nom espagnol. Le premier nom de famille, en général paternel, est Planell ; le second, en général maternel, souvent omis, est Cruz.
Diamara Rosaura Planell Cruz, née le 16 février 1993 à Bayamón est une athlète portoricaine, spécialiste du saut à la perche. 

## Biographie
En 2014, concourant pour l'université de Washington, elle bat son record de Porto Rico du saut à la perche pour le porter à 4,28 m à Pullman. Elle décroche la médaille d'argent aux Jeux d'Amérique centrale et des Caraïbes, s'inclinant face à la Cubaine Yarisley Silva qui établit un nouveau record de la compétition. 
En 2015 elle progresse avec 4,35 m réalisés aux championnats NCAA en salle.
Un an plus tard, elle porte le record de Porto Rico à 4,50 m lors des Mt. SAC Relays, ce qui représente les minima pour les Jeux olympiques de Rio. Elle remporte une nouvelle médaille internationale en terminant à la 2e place des championnats ibéro-américains, derrière la Brésilienne Fabiana Murer. Aux Jeux olympiques elle échoue en qualifications.

## Palmarès
| Date | Compétition                                                          | Lieu           | Résultat | Épreuve          | Marque |
| ---- | -------------------------------------------------------------------- | -------------- | -------- | ---------------- | ------ |
| 2012 | Championnats d'Amérique centrale et des Caraïbes juniors             | San Salvador   | 1re      | Saut à la perche | 3,95 m |
| 2012 | Championnats du monde juniors                                        | Barcelone      | 21e      | Saut à la perche | 3,85 m |
| 2013 | Championnats d'Amérique centrale et des Caraïbes                     | Morelia        | 4e       | Saut à la perche | 3,85 m |
| 2014 | Jeux d'Amérique centrale et des Caraïbes                             | Xalapa         | 2e       | Saut à la perche | 4,15 m |
| 2015 | Jeux panaméricains                                                   | Toronto        | 10e      | Saut à la perche | 4,15 m |
| 2016 | Championnats ibéro-américains                                        | Rio de Janeiro | 2e       | Saut à la perche | 4,30 m |
| 2016 | Jeux olympiques                                                      | Rio de Janeiro | 29e      | Saut à la perche | 4,15 m |
| 2019 | Jeux panaméricains                                                   | Lima           | 9e       | Saut à la perche | 3,95 m |
| 2022 | Championnats ibéro-américains                                        | La Nucia       | 5e       | Saut à la perche | 4,10 m |
| 2022 | Championnats d'Amérique du Nord, d'Amérique centrale et des Caraïbes | Freeport       | 7e       | Saut à la perche | 3,90 m |

## Records
| Épreuve          | Épreuve   | Marque      | Lieu       | Date          |
| ---------------- | --------- | ----------- | ---------- | ------------- |
| Saut à la perche | Plein air | 4,50 m (NR) | Walnut     | 16 avril 2016 |
| Saut à la perche | En salle  | 4,45 m (NR) | Birmingham | 12 mars 2016  |